# 舊布達 (基輔州)
50°42′59″N 29°50′59″E / 50.71639°N 29.84972°E
舊布達（烏克蘭語：Стара Буда）是位於烏克蘭北部的村莊，由基辅州布恰区的博罗江卡市镇負責管轄。該村面積0.7平方公里，海拔高度147米，2001年人口116，人口密度每平方公里165.7人。